# Wiadomości Społeczne
Wiadomości Społeczne – pismo publicystyczno-naukowe wydawane przez Polskie Towarzystwo Polityki Społecznej (PTPS), założone w 1930 roku.
W okresie międzywojennym pismem kierowała dr Melania Bornstein-Łychowska, pracowniczka Ministerstwa Pracy. W latach 1930–1931 ukazało się 14 numerów „WS”. Ambicją redaktorów „Wiadomości Społecznych” było wydawanie pluralistycznego periodyku stanowiącego bezpośrednie źródło informacji o polityce społecznej w Polsce i za granicą. „Wiadomości Społeczne” należały do nielicznych czasopism z obszaru polityki społecznej wydawanych w okresie międzywojennym.
W okresie Polskiej Rzeczypospolitej Ludowej zawieszono działalność Polskiego Towarzystwa Polityki Społecznej, co oznaczało także zamrożenie wydawania pisma. Po 1990 roku wraz z reaktywacją PTPS, wznowiono także pismo pod nazwą „Biuletyn Informacyjny Wiadomości Społeczne”, wydając kilka tematycznych numerów. W 2021 roku przeprowadzono rebranding pisma i m.in. powrócono do przedwojennej nazwy „Wiadomości Społeczne”.
Od 2021 roku struktura czasopisma składa się z trzech działów: działu dotyczącego określonego tematu poruszanego w danym numerze, działu zawierającego stałe rubryki z wiadomościami z obszaru polityki społecznej oraz końcowego działu z niepublikowanymi dotychczas tłumaczeniami tekstów źródłowych z zakresu polityki społecznej. Pierwszy numer tematyczny po rebrandingu poświęcony jest instytucji centrów usług społecznych.
Zespół redakcyjny (od 2021 roku):
- redaktor naczelny: Krzysztof Chaczko
- z-ca redaktora naczelnego: Wojciech Glac
- sekretarz redakcji: Ewelina Zdebska
- członek redakcji: Marek Klimek[5].

Rada redakcyjna (od 2021 roku):
- Julian Auleytner – Przewodniczący
- Arkadiusz Durasiewicz
- Maria Gagacka
- Mirosław Grewiński
- Magdalena Kacperska
- Jerzy Krzyszkowski
- Norbert G. Pikuła
- Ryszard Szarfenberg
- Paweł Wiśniewski
- Katarzyna Zamorska
- Teresa Zbyrad[6].